# Larsonella pumila
Larsonella pumila is een straalvinnige vissensoort uit de familie van grondels (Gobiidae). De wetenschappelijke naam van de soort is voor het eerst geldig gepubliceerd in 1980 door Larson & Hoese.